# Лабіринт (фільм)
Лабіринт — український короткометражний фільм, режисера Олександра Колодія.

## Про фільм
Короткометражний фільм про вплив мегаполісу на особистість.